# Колпна
Колпна́ (до 1 января 2006 года — Ко́лпны) — посёлок городского типа в Орловской области России, административный центр Колпнянского района.
Образует одноимённое муниципальное образование городское поселение Колпна как единственный населённый пункт в его составе.
Население — 5296 чел. (2023).
Конечная станция железнодорожной ветви (59 км) от линии Курск—Касторная.

## Физико-географическая характеристика
Посёлок расположен в 120 км к юго-востоку от Орла на реке Сосна (приток Дона) на Среднерусской возвышенности в центре Восточно-Европейской равнины. Территория представляет собой приподнятую холмистую равнину и отличается большой изрезанностью.

### Время
Колпна, как и вся Орловская область, находится в часовой зоне МСК (московское время). Смещение применяемого времени относительно UTC составляет +3:00. Время в посёлке Колпна опережает географическое поясное время на один час.

### Климат
Колпна удалена от моря и отличается умеренно—континентальным климатом (в классификации Кёппена — Dfb), который зависит от северо-западных океанических и восточных континентальных масс воздуха, взаимодействующих между собой и определяющих изменения погоды. Зима умеренно прохладная. Периодически похолодания меняются оттепелями. Лето неустойчивое, со сменяющимися периодами сильной жары и более прохладной погоды.
Атмосферные осадки выпадают в умеренном количестве, по месяцам распределяются неравномерно — наибольшее их количество выпадает в летнее время.

## История
Населённый пункт впервые упоминается в 1150 году. В 1861 году село становится центром Колпенской волости Малоархангельского уезда Орловской губернии.
30 июля 1928 года село становится центром Колпнянского района в составе Курского округа Центрально-Чернозёмной области (с 1937 года — Орловской области). 21 июля 1960 года село Колпны отнесено к категории рабочих поселков. С 1 января 2006 года Колпна образует городское поселение «Посёлок Колпна».

## Население
| 1939  | 1959  | 2002  | 2009  | 2010  | 2012  | 2013  |
| ----- | ----- | ----- | ----- | ----- | ----- | ----- |
| 1123  | ↗1316 | ↗7177 | ↗7286 | ↘6614 | ↘6420 | ↘6239 |
| 2014  | 2015  | 2016  | 2017  | 2018  | 2019  | 2020  |
| ↘6016 | ↘5850 | ↘5767 | ↘5628 | ↘5575 | ↗5576 | ↘5526 |
| 2021  | 2023  |       |       |       |       |       |
| ↘5370 | ↘5296 |       |       |       |       |       |

Национальный состав
По итогам переписи населения 2020 года проживали следующие национальности (национальности менее 0,1 % и другое, см. в сноске к строке «Другие»):
| Национальность | Численность, чел. | Доля     |
| -------------- | ----------------- | -------- |
| Русские        | 5060              | 94,23 %  |
| Рутульцы       | 26                | 0,48 %   |
| Армяне         | 11                | 0,20 %   |
| Украинцы       | 10                | 0,19 %   |
| Другие         | 263               | 4,90 %   |
| Итого          | 5370              | 100,00 % |

Конфессиональный состав
Большинство населения считает себя православными. Есть также мусульмане.

## Экономика
Промышленность:
1. Сахарный комбинат
2. ООО "Колпомол" (Сыромаслозавод) - развален до основания
3. Хлебозавод - выживает
4. ООО "Колпнянская картонажно-полиграфическая фабрика"
5. Завод "Колпнянский лимонад" - работает один цех

## Транспорт

### Железнодорожный транспорт
В посёлке есть железнодорожная станция Колпны, конечная на однопутной неэлектрифицированной 59-километровой железнодорожной ветке от станции Охочевка. Дважды в неделю по выходным,  курсирует рельсовый автобус Курск — Колпны, который преодолевает расстояние до Охочевки за 1 час 36 минут, а от Колпны  до Курска (102 км) за 2 часа 57 минут.

### Автомобильный транспорт

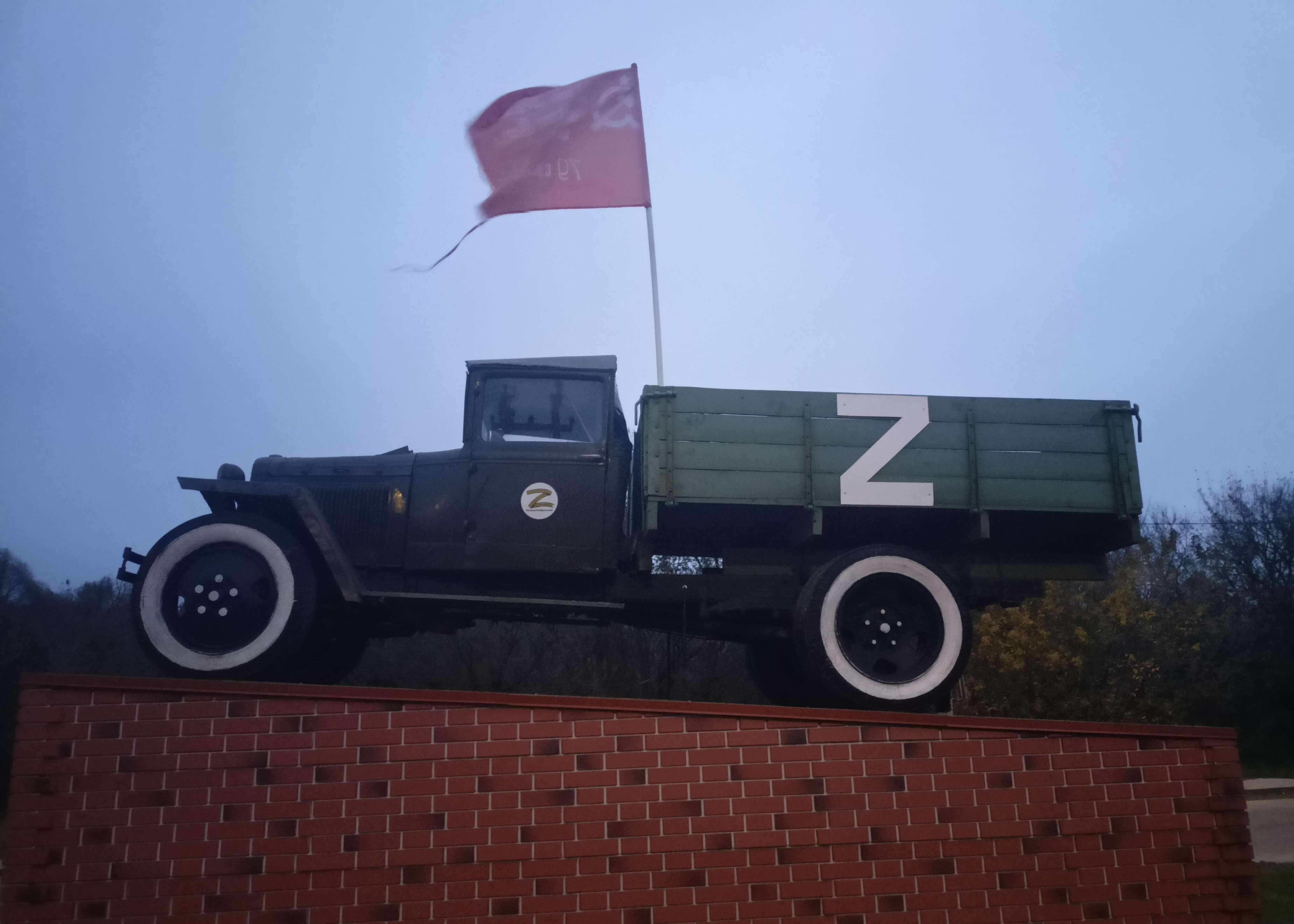
Памятник полуторке в Колпне со знаменем Победы и с символами войск вторжения

Через Колпну проходят автомобильные дороги регионального значения Глазуновка - Малоархангельск - Долгое и Дросково - Моховое - граница Курской области.
Существует проект дороги в обход Колпны длиной ок. 7 км для исключения движения грузового транспорта через центр посёлка.

## Известные уроженцы
- Бочаров Владимир Михайлович (1910-1936) — летчик-истребитель, участник боевых действий в Испании. Герой Советского союза (31 декабря 1936 года посмертно).

### Люди, связанные с Колпной
- Карлов Дмитрий Андреевич (1923-2016) - уроженец Колпнянского района, советский военнослужащий, гвардии сержант. Участник Великой Отечественной войны, разведчик отдельной разведывательной роты 159-го полевого укреплённого района. Полный кавалер Ордена Славы, почётный гражданин Орловской области.